# Kotsmanyako Dorsa
I Kotsmanyako Dorsa sono una struttura geologica della superficie di Venere.